# Adobe Ultra

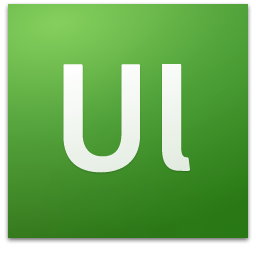
Logo de Adobe Ultra CS3.

Ultra est un logiciel de chroma keying professionnel développé par l'éditeur de logiciel américain Adobe Systems. Il a d'abord été développé par la société Serious Magic, avant que cette dernière ne soit rachetée par Adobe qui commercialise maintenant ses produits (Visual Communicator 2.0 Studio, ULTRA 2, et DV RACK). Mark Radall, PDG de Serious Magic, devient alors un des responsables de la stratégie chez Adobe Systems.

## Serious Magic
Serious Magic édite des logiciels tels que DV Rack pour l’enregistrement de type « direct-to-disk » ou Visual Communicator et Vlog qui sont des outils pour la gestion et le streaming vidéo dans certains cadres particuliers, comme les blogs.

## Liens
Adobe rachète Serious Magic :
- Article sur le site pcinpact.com
- (en) Annonce sur le site d´Adobe